# Breakin' out to the morning
「Breakin' out to the morning」（ブレイキン・アウト・トゥ・ザ・モーニング）は、日本の女性歌手グループ、SPEEDの10枚目のシングル。1999年5月19日にTOY'S FACTORYよりリリース。

## 解説
- カップリング曲の「アダムとイブ」並びに「EVERYDAY, BE WITH YOU」（Eriko with Crunch）は、1995年から1997年にかけて活動した伊秩弘将主宰のボーカル＆ダンスユニットHIMのカバーである。（「アダムとイブ」は改題し、歌詞を一部変更。「アダムとイブ」のオリジナル「SEVENTEEN DANCE ～I'VE BEEN LOOKIN' 4 U」は、1996年2月1日リリースのHIM 1stアルバム『HIMAX! GREATEST HITS AND MORE』に、同曲同タイトルの「EVERYDAY, BE WITH YOU」のオリジナルは、1997年6月21日リリースのHIM 2ndアルバム『HIMIX A2Z』に収録されている。）
- 本作は累計58.2万枚を売り上げた（オリコン調べ）。
- プラネットチャートのシングルチャートでは本作が週間1位を獲得しているが、仮にGLAY「サバイバル」（ビデオシングル=同社のシングルチャートにカウントされない）をシングルチャートにランクインさせていた場合、「サバイバル」が本作を上回り1位を獲得したことになる[1]。

## 収録曲
1. Breakin' out to the morning
作詞・作曲：伊秩弘将
フジテレビ系ドラマ『アフリカの夜』主題歌。
2. アダムとイブ
3. EVERYDAY, BE WITH YOU - Eriko with Crunch
4. Breakin' out to the morning（Instrumental）
5. アダムとイブ（Instrumental）
6. EVERYDAY, BE WITH YOU（Instrumental） - Eriko with Crunch

## 収録アルバム
- Carry On my way（#1）
- SPEED THE MEMORIAL BEST 1335days Dear Friends 2（#1）
- BEST HITS LIVE〜Save The Children SPEED LIVE 2003〜（#1）
- SPEEDLAND -The Premium Best Re Tracks-（#1、Re Track）